# Orgue de la parròquia de Sant Pere (Petra)
L’orgue de la parròquia de Sant Pere de Petra és un instrument ubicat a l'església parroquial de Sant Pere, a la localitat de Petra, a Mallorca. És reconegut com una peça important del patrimoni cultural i musical de la vila.

## Història
El primer de maig de 1577, Domingo Ros, juntament amb els jurats de la Vila de Petra, fundaren el Benefici de l'orgue, que estava dotat amb 24 sous.
El 1608, al llibre de determinacions es diu: “tenim molta necessitat de adobar lo orga qui està molt gastat… bona ocasió que tenim del mestre que és así… constarà coranta lliures. Fonch determinat i conclús que se adob lo orga y compren manxas”. Segurament el mestre esmentat es refereix l'orguener Pau Estada, que per aquells anys estava treballant a l'orgue de la parròquia de Sineu i a la Seu de Mallorca.
A 1615 va obtenir el benefici Bartomeu Riutort. Dia 20 de març de 1633 Pere Antoni Mestre, clergue de 27 anys, pretén el benefici de l'orgue vacant per la mort de Bartomeu Riutort. Dia 17 d'agost de 1650 el benefici va quedar vacant per defunció de Pere Ribot, prevere. El va succeir com organista interí Jaume Rotger, estudiant, que després guanyà les oposicions al benefici i morí a 1690 essent diaca.
L'any 1695, el rector de Petra Antoni Riera presenta una petició a la Universitat per fer un orgue nou: “y si bé fins estos dos anys pasats se toca dit orgue trobantse destemplat, com sa Ima. Rma. del Sr. Archibista Bisba de Mallorca trobantse en visita en esta Parrochia a los Srs. Jurats com a protectors en dit nom del dit orga lo remendasen… se remenda aquell y com estava molt derrotat y ja vell dura poch ab tal remendo y al punt se troba del tot ruinos i sens poder en manera alguna tocar…”
L'orgue fou començat per Sebastià i Damià Caymari l'any 1695: “fonch conclus resolt y determinat per tot lo concell nemine discrepante que se fabric dit orga com esta suplicat de nou y que fasen fabricar aquell a llos Caymaris fustes y orgues…”. El 18 d'agost de 1697 se'ls paguen 123 sous que els devien pel seu treball. 
No tenim altra notícia de l'orgue fins a l'any 1870, en què s'afirma: “el órgano está completamente arruinado”. Durant els anys 1871 i 1874 fou restaurat i augmentat. En 1896 és diu: se han roto los fuelles y el Rector no cuida de su reparación. Los beneficiados piden sea obligado a ello. 
L'any 1959 hi ha una petició del Bisbat per traslladar l'orgue al cor de l'església, cosa que venturosament no es dugué a terme.
L'any 1971, orguener Gerhard Grenzing restaurà la Cadireta. L'any 2001 l'orguener Pere Reynés inicià la nova restauració de l'Orgue Major que fou inaugurada el 7 de setembre de 2002 amb un concert de l'organista Rafel Riera.

## Situació i estat actual
Com afirmava Berard el 1789, “sigue la segunda puerta, con el órgano encima, grandioso y antiguo”.  Aquesta segona porta està situada a la dreta de l'església.
Es troba en un estat lamentable d'abandó. 

## Descripció de la consola[1]
L'orgue disposa de 2 teclats, el de la Cadireta amb 45 notes (C-c) i octava curta; i el de l'orgue major amb 49 notes (C-c), encara que els 4 primers sostinguts són muts.
A l'Orgue Major només són partits els jocs de Batalla i els Nasards-Corneta entre c'/cs'.
El pedal consta de 7 botons amb 2 jocs propis.

### Disposició[1]

#### Orgue Major

##### mà esquerra
Xirimia 2'
Bajón 4'
Simbalet
No partits:
Vint-i-dosena
Quincena
Docena
Octava 2a.
Octava 1a.
Flautado 2n.
Flautado 1r

##### mà dreta
Trompeta 8'
Clarín 4'
Corneta
Simbalet

#### CADIRETA
Flautado de cara
Tapadillo
Octava
Quincena
Cimbalet
Nazard 19a.
Regalia

#### PEDAL
Contres (de Trompeta)